# Jacob Sauerberg
Jacob Sauerberg (Sauberg, Saurberg, Zurbergh), död 1728 i Stockholm, var en svensk bildhuggarmästare.
Sauerberg omtalas som mäster i ett intyg utfärdat 1712 av David von Krafft när Sauerberg ansökte om ett inrikes pass för att resa till Kalmar. Ändamålet med hans resa till Kalmar var att tillsammans med marmorerare, förgyllare och snickare montera altartavlan i Kalmars domkyrka som färdigställts i Stockholm. Altartavlan var ritad av Nicodemus Tessin och delvis skulpterad av Caspar Schröder när Schröder avled 1710 färdigställde Sauerberg altartavlan. Tillsammans med Petter Norberg utförde han ett barockaltare till Härnösands domkyrka 1723 som bär stora drag från altaruppsatsen i Kalmar. För Valö kyrka i Uppland utförde han en predikstol 1709 men den monterades först 1719 och till Danmarks kyrka i uppland utförde han en altaruppsats 1723. Inget om Sauerbergs utbildning är känt men man antar att han var elev till Caspar Schröder och att han liksom Schröder arbetade med inredningsdetaljer till Drottningholms slott där man finner tavelramar och möbler utförda av Sauerberg. Bland hans gesäller märks bildhuggaren Olof Gerdman. Vissa lexikon och böcker (Böttingers bok om Drottningholm) använder det felaktiga förnamnet Johan.